# Ponte José Luciano de Castro
A Ponte José Luciano de Castro também chamada Ponte de Penacova sobre o rio Mondego na Estrada Nacional 110 une Penacova (Ponte e Azenha do Rio) à Carvoeira e Vila Nova. A ponte foi construída para aproximar os concelhos de Penacova e Vila Nova de Poiares.

Numa lápide está escrito:
E a ponte de ferro estende a sua musculatura de animal antediluviano ao serviço do progresso unindo entre si a Penacova e o Vila Nova de Poiares.[carece de fontes?]
1. ↑  «Ponte de Penacova sobre o Rio Mondego». Estradas de Portugal. Arquivado do original em 25 de janeiro de 2012